# Eskadra sztabowa
Wydzielona Eskadra Sztabowa – pododdział Lotnictwa Wojska Polskiego II RP.
W marcu 1939 w eskadrze pełniło służbę dwóch oficerów służby stałej: kpt. pil. Henryk Florian Wirszyłło (dowódca eskadry) i ppor. lot. Feliks Knoll (oficer techniczny).
W kampanii wrześniowej 1939 jednostka pozostawała w dyspozycji Naczelnego Dowódcy Lotnictwa i OPL. Stacjonowała w Powsinie i Pole Mokotowskie. Eskadra posiadała: 28 samolotów RWD-14, Lublin R.XIII, PWS-26, RWD-8 i RWD-13

## Obsada osobowa eskadry
- dowódca - kpt. pil. Henryk Florian Wirszyłło
- zastępca dowódcy – por. pil. Wacław Wojtulewicz

Piloci:
- Por. rez. pil. Edward Jędrzejewski
- Por. pil. Edmund Piorunkiewicz
- Ppor. rez. pil. Ignacy Olszewski
- Ppor. pil. Kazimierz Paszkowski
- Ppor. pil. Leszek Księżopolski
- Kpr. pchor. rez. pil. Władysław Piotrowski
- Kpr. pchor. pil. Tadeusz Zdunik
- St. sierż. pil. Aleksander Daszkowski
- St. sierż. pil. Stanisław Karniewski
- St. sierż. pil. Antoni Malinowski
- Sierż. pil. Kazimierz Jarnotowski
- Sierż. pil. Antoni Żurawski
- Kpr. pil. Kikiński
- Kpr. pil. Wolny
- Kpr. pil. Luxman Woźniak
- St. szer. Budzisz
- Szer. Łapiński

Piloci aeroklubu wcieleni do eskadry:
- Anna Leska
- Wanda Modlibowska
- Zofia Szczecińska-Turowicz
- Stefania Wojtulanis-Karpińska

Obserwatorzy:
- Por. obs. Jan Brzozowski
- Por. obs. Stanisław Buczyński
- Ppor. obs. Henryk Egierski
- Ppor. obs. Paweł Moskwa
- Kpr. pchor. rez. obs. Walery Fuchs
- Kpr. pchor. obs. Piotr Etel
- Kpr. pchor. rez. obs. Filip Ciepliński
- Kpr. pchor. rez. obs. Czesław Kawiński
- Kpr. pchor. rez. obs. Włodzimierz Kołodziej
- Kpr. pchor. rez. obs. Eugeniusz Pietrzyk
- Kpr. pchor. rez. obs. Tadeusz Szafranek
- Kpr. pchor. rez. obs. Jan Wasikowski